# Jardin synthétique à l’isolement
Pour les articles homonymes, voir Truck.
Jardin synthétique à l’isolement est une œuvre d'art contemporain réalisée par Antoine Catala, produite puis acquise en 2014 par le MAC Lyon qui le présente au public en 2015, parallèlement à l'exposition temporaire Open Sea. L'artiste s'est basé sur une histoire co-écrite avec Sarah Wang.

## Présentation
L'œuvre consiste en un jardin en pelouse artificielle dans lequel le visiteur peut trouver des plantes artificielles, des écrans, des roches et des sons. Elle a été pensée en collaboration avec des professionnels encadrant des enfants non-verbaux.